# Guadeloupská fotbalová reprezentace
Guadeloupská fotbalová reprezentace reprezentuje Guadeloupe na mezinárodních fotbalových akcích, jako je Zlatý pohár CONCACAF či Karibský pohár. Vzhledem k tomu, že není členem FIFA (je pouze plným členem CONCACAF), tak se neúčastní kvalifikace na mistrovství světa ve fotbale.